# マディソン・スクエア

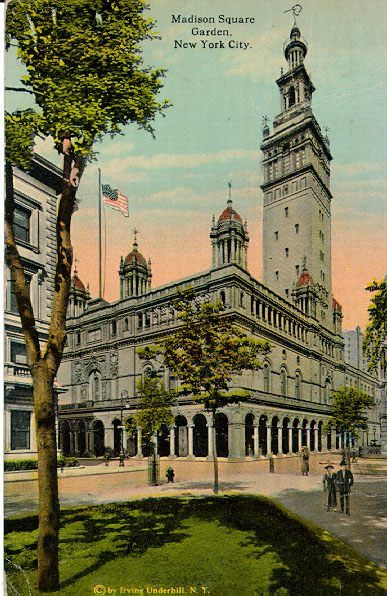
二代目マディソン・スクエア・ガーデン

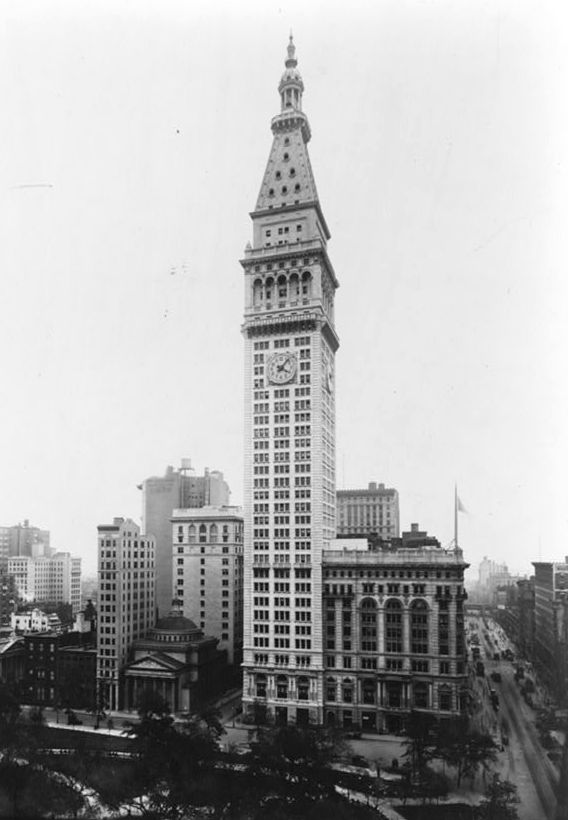
1911年のメトロポリタン生命保険会社タワー

マディソン・スクエア (Madison Square) は、ニューヨーク市マンハッタン区のフラットアイアン・ディストリクトにある市所有の公園である。公園の東端はマディソン街、南端は23丁目、北端は26丁目、そして西端は5番街とブロードウェイ（この二つの通りは公園の横で交差している）である。マディソン街は公園の南東の角、23丁目を起点にアップタウン行きの交通を運んでいる。広さは25,000平方メートル (6.2エーカー) である。
この公園の南はフラットアイアン・ディストリクト、北および西はノーマッド ("NOrth of MADison Square Park")、そして北と東はローズ・ヒルである。
公園の名は第4代アメリカ合衆国大統領ジェームズ・マディソンに因む。非営利管理団体 (Madison Square Park Conservancy) が主体になり、ニューヨーク市公園局 (New York City Department of Parks and Recreation) と連携して維持管理を行っている。
最寄りの地下鉄の駅は23丁目駅（   系統）である。

## 概要

### 施設
- 開園時間は午前6時から深夜0時まで
- 子供広場
- ドッグラン
- ハンバーガー店、シェイク・シャック
- 花壇
- 公衆WiFi
- 毎年現代美術の展示が"Mad. Sq. Art's"「壁のない博物館」として行われている
- 毎年屋外コンサート"Mad. Sq. Art's"が開催される
- 毎年子供のために"Mad. Sq. Kids"という催しが行われる
- 有料(25セント)公衆便所(南東の隅)

### 周辺
「マディソン・スクエア」の名前はスポーツアリーナのマディソン・スクエア・ガーデンによって良く知られているが、最初のアリーナは1874年にこの公園のすぐ北側に建設された（現在のニューヨークライフビルの位置）。その後1889年に改築、1925年に8番街49丁目/50丁目に移転し（現在のワン・ワールドワイド・プラザの位置）、更に1964年に現在の8番街33丁目に移転した（ペンシルベニア駅上）。
公園のすぐ南にはフラットアイアンビル、東にはメトロポリタン生命保険会社タワーとニューヨーク州上訴裁判所庁舎が建っている。

## 歴史

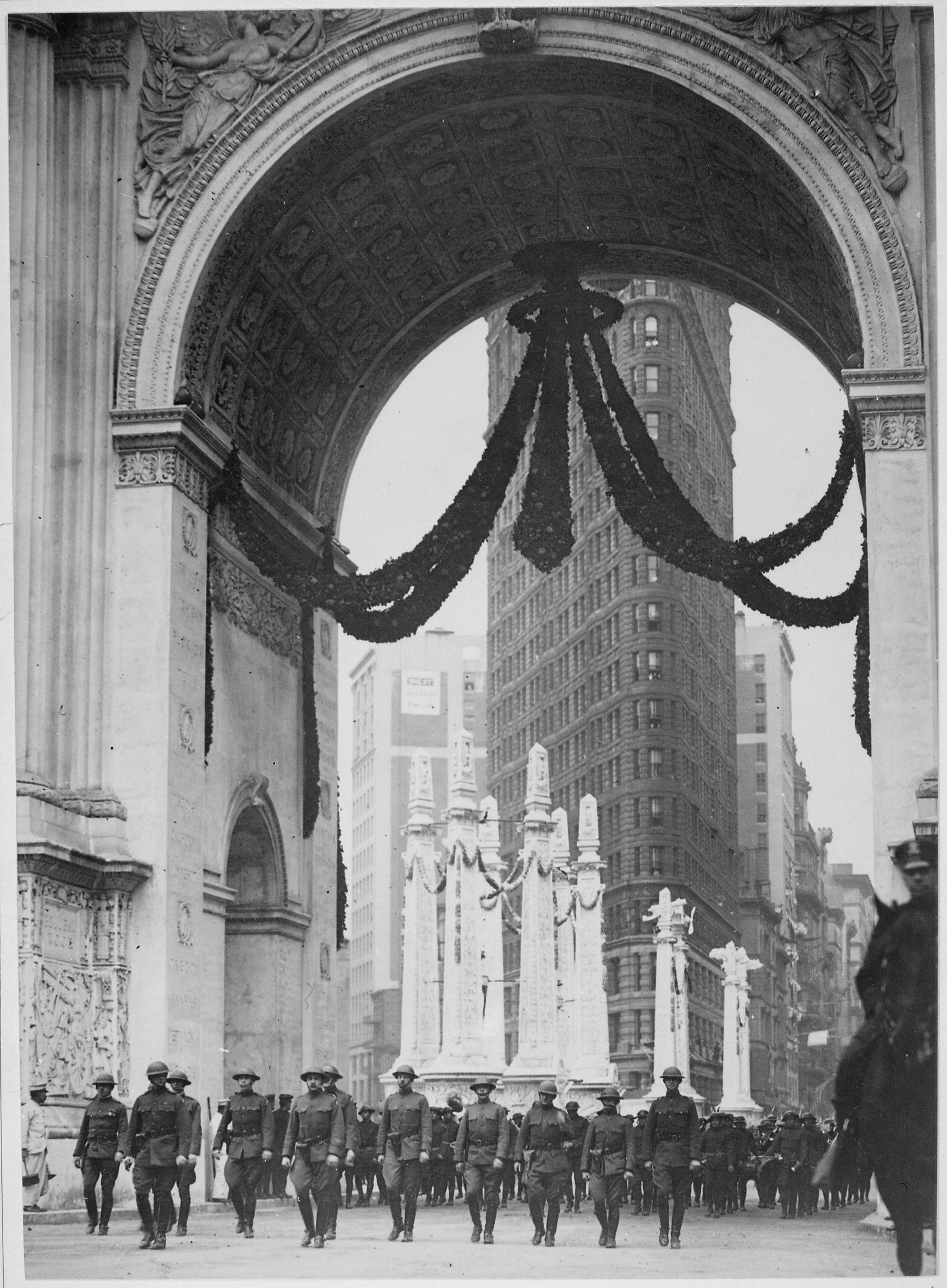
1918年のVictory Arch

この公園のあたりは、かつては湿地帯であり、狩場として使われていた。1686年に初めて公共公園として使用された。18世紀の間は墓地（ポッターズ・フィールド）となった。1807年、240エーカー（97.12hectare）の"The Parade"と呼ばれる軍事施設が現在の23丁目から34丁目、3番街から7番街の間に建設された。これは、軍の工廠、兵舎 、そして訓練場であった。
マディソン・スクエアとマディソン・アベニューの名前は、1839年に5番街と23-24丁目の地点に建てられ、後に前代大統領の名前を取ってマディソン・コテージ (Madison Cottage) と名付けられた施設（宿屋）から来ている。
1847年5月10日、マディソン・スクエア・パークは公共公園として開園した。
ジョージ・ワシントンの初代合衆国大統領就任100周年を記念して、1889年に二つの仮設の凱旋門が5番街の23-26丁目沿いに建設された。10年後の1899年、デューイ・アーチが5番街と24丁目の地点に建設された。これは、前年のマニラ湾海戦における英雄ジョージ・デューイの凱旋パレードのためであった。この凱旋門は仮設の予定だったが、1901年まで残され、解体された。
15年後の1918年、ジョン・フランシス・ハイランニューヨーク市長は "Victory Arch"と呼ばれる凱旋門をほぼ同じ場所に建設した。これは、市の戦没者を讃えるためのもので、トーマス・ヘイスティングス (建築家)の設計でローマのコンスタンティヌスの凱旋門をモデルにしていた。

## ギャラリー

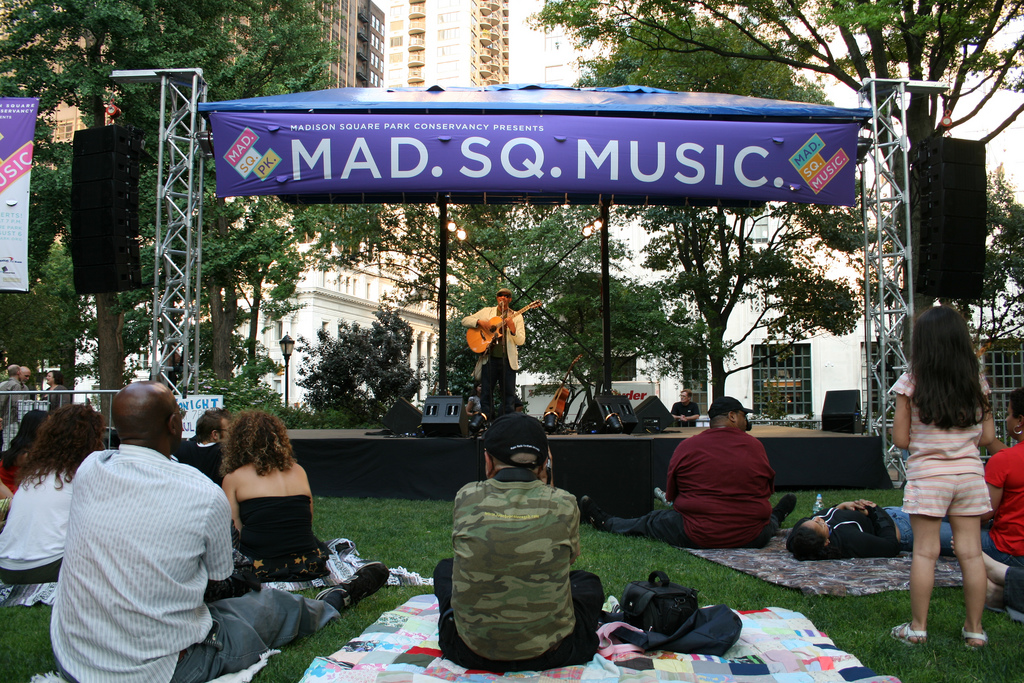
公園内で行われたコンサート(2008年)
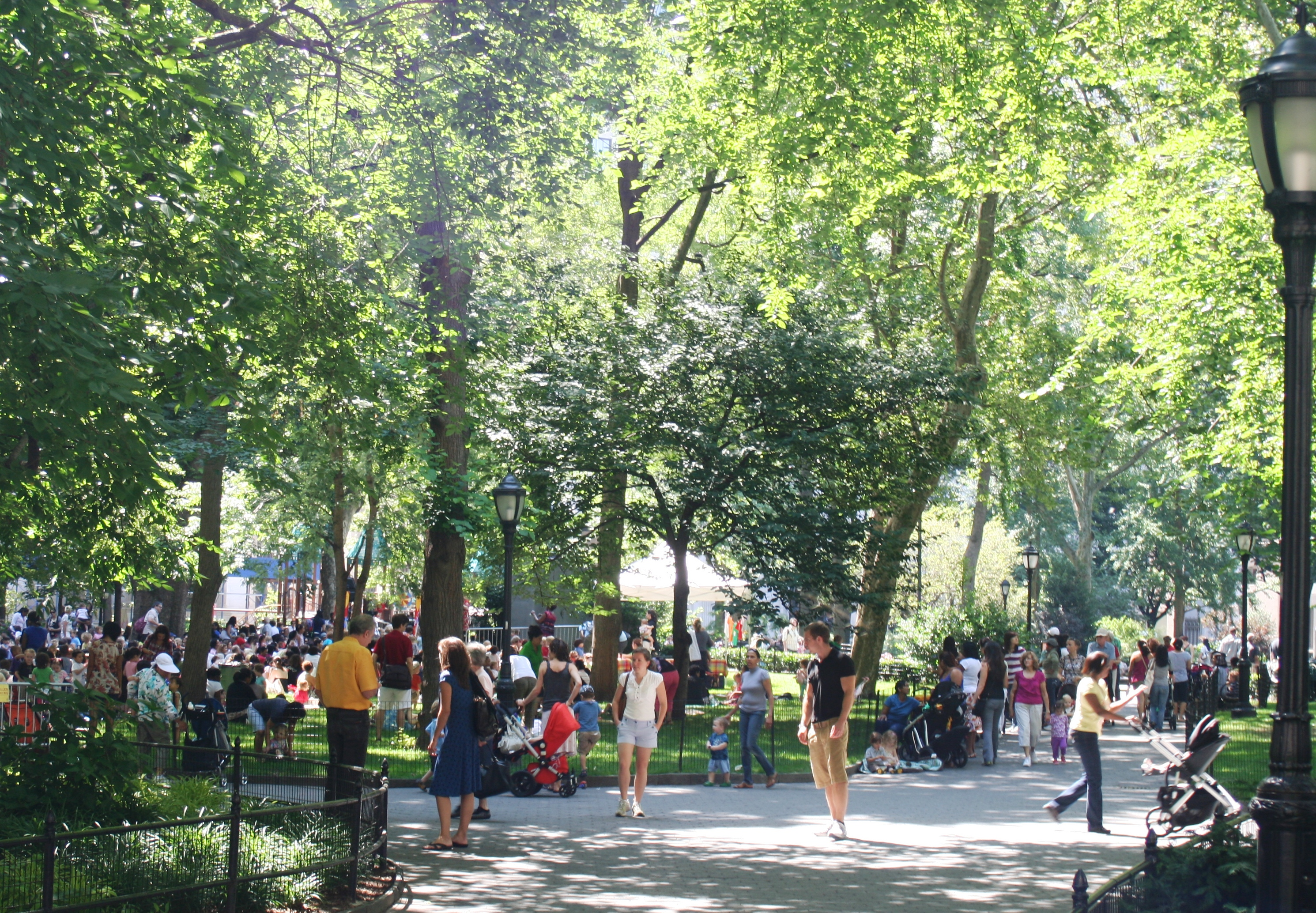
夏の朝の光景(2010年)
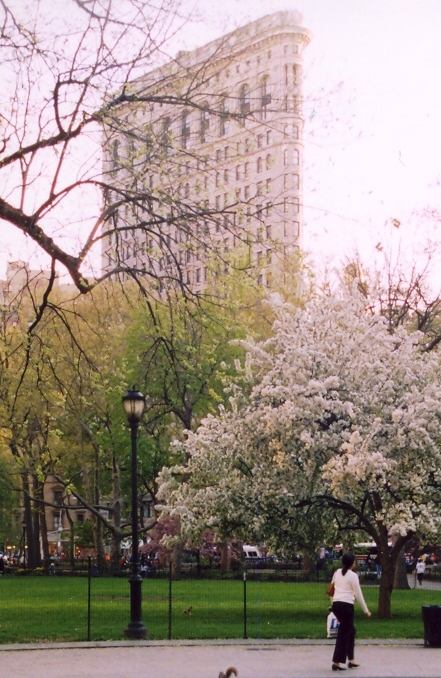
マディソン・スクエアから見たフラットアイアン・ビルディング(2003年)